# Trofeo Città di Castelfidardo
Il Trofeo Città di Castelfidardo-Trofeo CISEL è una corsa in linea maschile di ciclismo su strada che si svolge ogni anno nella città di Castelfidardo, in Italia. Dal 2011 è aperta a Elite e Under-23 e fa parte del calendario nazionale come gara di classe UCI 1.12.

## Storia
Svoltosi per la prima volta nel 1981 e riservato ai soli Dilettanti (poi Dilettanti Under-23 ed Elite senza contratto) fino al 2001, dal 2002 al 2006 fu riposizionato in calendario ad agosto e aperto ai professionisti come una delle due gare che costituivano la Due Giorni Marchigiana insieme al Gran Premio Fred Mengoni; dal 2005 al 2006 fece anche parte del calendario dell'UCI Europe Tour come gara di classe 1.1.
Nel 2007 la competizione è uscita dal calendario pro, venendo declassata prima a gara nazionale e poi, nel 2008, a gara europea di classe 1.2; nello stesso biennio ha affiancato il neonato Gran Premio Industria, Commercio e Artigianato di Castelfidardo formando la Due Giorni di Castelfidardo. Sospesa per due anni, dal 2011 è stata di nuovo organizzata regolarmente come gara nazionale per Elite e Under-23 (classe 1.12).

## Albo d'oro
Aggiornato all'edizione 2019.
| Anno    | Vincitore              | Secondo              | Terzo              |
| ------- | ---------------------- | -------------------- | ------------------ |
| 1981    | Giuseppe Petito        |                      |                    |
| 1982    | Giocondo Dalla Rizza   |                      |                    |
| 1983    | Antonioli              |                      |                    |
| 1984    | Federico Ghiotto       |                      |                    |
| 1985    | Marco Saligari         |                      |                    |
| 1986    | Alberto Destro         |                      |                    |
| 1987    | Silvano Lorenzon       |                      |                    |
| 1988    | Mario Cipollini        |                      |                    |
| 1989    | Massimiliano Lunardini |                      |                    |
| 1990    | Fabio Baldato          |                      |                    |
| 1991    | Flavio Anastasia       |                      |                    |
| 1992    | Alberto Destro         |                      |                    |
| 1993    | Nicola Loda            |                      |                    |
| 1994    | Christian Leone        |                      |                    |
| 1995    | Biagio Conte           |                      |                    |
| 1996    | Moreno Di Biase        |                      |                    |
| 1997    | Daniele Trento         |                      |                    |
| 1998    | Alessio Girelli        |                      |                    |
| 1999    | Nicola Chesini         |                      |                    |
| 2000    | Luigi Giambelli        |                      |                    |
| 2001    | Boštjan Mervar         |                      |                    |
| 2002    | Fabio Sacchi           | Simone Masciarelli   | Paolo Bossoni      |
| 2003    | Michele Gobbi          | Antonio Bucciero     | Eddy Serri         |
| 2004    | Emanuele Sella         | Boštjan Mervar       | Gerrit Glomser     |
| 2005    | Murilo Antonio Fischer | Giuliano Figueras    | Elio Aggiano       |
| 2006    | Paolo Bossoni          | Alessandro Bertolini | Eddy Serri         |
| 2007    | Maurizio Girardini     | Vladimir Tuychiev    | Francesco De Bonis |
| 2008    | Adriano Malori         | Aleksandr D'jačenko  | Luca Gasparini     |
| 2009-10 | non disputato          |                      |                    |
| 2011    | Moreno Moser           | Manuel Senni         | Maurizio Anzalone  |
| 2012    | Andrei Nechita         | Luca Orlandi         | Matteo Mammini     |
| 2013    | Matteo Collodel        | Andrea Fedi          | Giuseppe Fonzi     |
| 2014    | Jakub Mareczko         | Nicolas Marini       | Luca Pacioni       |
| 2015    | Luca Pacioni           | Marco Maronese       | Riccardo Minali    |
| 2016    | Riccardo Minali        | Francesco Lamon      | Filippo Ganna      |
| 2017    | Imerio Cima            | Mattia De Mori       | Nicolò Rocchi      |
| 2018    | Moreno Marchetti       | Giovanni Lonardi     | Gianmarco Begnoni  |
| 2019    | Gianmarco Begnoni      | Enrico Zanoncello    | Sergej Rostovcev   |